# Tore Torgersen
Tore Torgersen (født 10. september 1968 i Stavanger) er en norsk bowler. Han bor uå i Kungsbäcka i Sverige.
Han debuterede på det norske landshold i 1984 og konkurrerer for Pergamon bowlingteam (Sverige) og Hook Bowlingklubb.
Torgersen har bowlet i den prestigefyldte Weber cup tre gange og har vundet 2 af dem. 
Han blev verdensmester i all event i Abu Dhabi i De forenede arabiske emirater i 1999.

## Fortjenester
- 2004: World Masters-guld
- 2002: World Masters-guld
- 1998: World Masters-guld
- 2001: World Masters-sølv
- 2000: World Masters-sølv
- 2005: World Masters-semifinalist
- 1999: World Masters-semifinalist

Torgersen er medlem af PBA (Professional Bowlers Association).